# Ardaris
Ardaris este un gen de fluturi din familia Hesperiidae. Conține două specii endemice pădurilor montane din cordillera de Mérida, Venezuela. 

## Specii
- Ardaris eximia (Hewitson, 1871)
- Ardaris hantra Evans, 1951